# 2009年4月摩尔多瓦议会选举
摩尔多瓦于2009年4月5日举行议会选举。摩尔多瓦共和国共产党人党连续第3次赢得议会多数席位，在101个席位中获得60个席位。投票率为59%，超过选举有效所需的50%。
选举结束后，议会需选举新任摩尔多瓦总统，因为时任总统弗拉迪米尔·沃罗宁已完成2个任期，必须卸任。总统选举要求候选人至少获得61票方可当选，但在2009年5月—6月的3轮投票中，反对党拒绝支持摩尔多瓦共和国共产党人党提名的3位候选人，导致无人当选总统。因此，摩尔多瓦于同年7月举行提前议会选举。